# الجورقاني
الجورقاني (…- 543 هـ = …- 1148 م)، أحد رواة الحديث، اسمه أبو عبد الله الحسين بن إبراهيم بن الحسين بن جعفر الهمذاني الجورقاني، والجورقاني نسبه إلى الجورقان وهم قبيلة كبير من الأكراد بين العراق وهمدان، قال عنه الذهبي: الإمام الحافظ الناقد، وقال ابن حجر: كان قليل الخبرة بأحوال المتأخرين وجل اعتماده في كتاب الأباطيل على المتقدمين إلى عهد ابن حبان وأما من تأخر عنه فيعل الحديث بأن رواته مجاهيل وقد يكون أكثرهم مشاهير، ألف الجورقاني كتاب الأباطيل والمناكير والصحاح والمشاهير توفي عام 543 هـ.